# Emblema del Ruanda
L'emblema del Ruanda è stato adottato nel 2001.
L'emblema è stato ridisegnato sulla base della nuova bandiera del Ruanda. Il testo, in lingua kinyarwanda, è REPUBLIKA Y´U RWANDA in alto e UBUMWE - UMURIMO - GUKUNDA IGIHUGU in basso, ossia "Repubblica del Ruanda" e "Unità - Lavoro - Patriottismo". I simboli disposti al centro dello stemma sono una ruota d'ingranaggio, due scudi sui lati, un sole nella parte alta, un agaseke (cesto di pace), una spiga di sorgo a sinistra e una di caffè a destra. Il tutto è circondato da un nodo piano ad anello verde.

## Galleria d'immagini

Stemma del Ruanda-Urundi
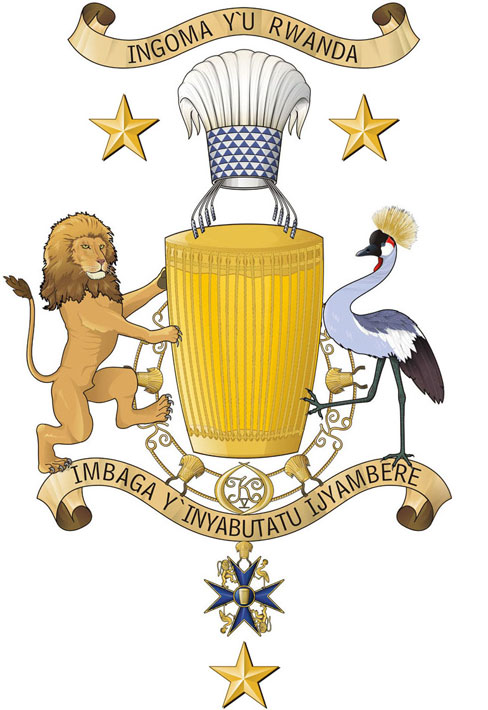
Stemma del Regno del Ruanda dal 1959 al 1962
Stemma della Repubblica del Ruanda dal 1962 al 2001